# パーソナル無線

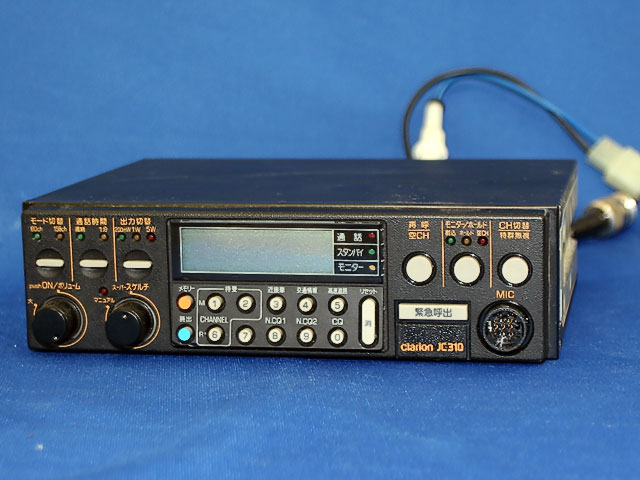
車載式パーソナル無線機クラリオンJC310形

パーソナル無線（パーソナルむせん）は、過去にあった900MHz帯を利用する簡易無線の一種である。
2021年（令和3年）消滅。

## 定義
総務省令電波法施行規則第9条の3第1号および無線局免許手続規則第2条の2に「900MHz帯の周波数の電波を使用し、かつ、法第4条第2号の適合表示無線設備のみを使用する簡易無線局」と規定していた。

法は電波法の略

## 概要
マルチチャネルアクセス無線（MCA無線）技術を使用し、チャンネルは158（当初は80）、空中線電力は最大5Wと無線従事者が不要な無線電話（音声通信）用免許局としては最大、変調方式は周波数変調（FM）で、雑音の少ない明瞭な交信が可能。
ちなみに市民ラジオは、27MHz帯、最大8チャンネル、最大500mW、振幅変調（AM）である。
簡易無線であるので各種の事業に使用でき、通信の相手方は「簡易無線局（パーソナル無線）」とされ不特定の相手との交信というアマチュア無線類似の使用

もできた。
利用にあたっては、無線機に同梱されているROMカートリッジ（無線設備規則にいう「呼出名称記憶装置」
）
に情報通信振興会（旧称、電波振興会、電気通信振興会）にて免許情報を有料で書き込みし
無線機に装着しなければ送信できない。
ROMカートリッジは一度無線機に装着すると取り外せない構造で情報の不正な改竄を防いでいる。
当初は電波振興会が開局申請代行業務をしていたので、ROMカートリッジを同封して申請し無線局免許状受領時から使用することができたが、2010年（平成22年）末に代行業務を終了した
ので、以後は免許状を受領後にROMカートリッジに書き込むこととなった。

## 免許
注　新規開設・再免許の申請不可、この項の内容は周波数の割当てを廃止する告示の施行直前のもの
開設の条件
簡易無線の一種であるので、簡易無線#開設の基準が適用される。
次の用途には使用できない。
- 電気通信業務を行うこと
- 船舶又は航空機の安全航行を確保すること
- 主として海上又は上空で使用すること
- 主として鉄道若しくは軌道用客車又は貨車、索道用機器又は一般乗合旅客自動車の安全運行を確保すること
- 専ら天災地変その他非常の事態に際し、人命及び財産の保全又は治安の維持を確保すること
- 防衛、警察、海上保安、検察、入国管理、公安調査、税関、検疫、麻薬取締り又は防災の業務を遂行を確保すること
- 航空運送事業の用に供する航空機（貨物のみを運送するものを除く。）内において使用すること
- 主として水防、道路、消防又は気象業務の遂行を確保すること

無線局の免許人として外国籍の者が原則として排除されることは、電波法第5条第1項に欠格事由として規定されているが、第2項に例外が列挙され第7号に「自動車その他の陸上を移動するものに開設し、若しくは携帯して使用するために開設する無線局又はこれらの無線局若しくは携帯して使用するための受信設備と通信を行うために陸上に開設する移動しない無線局」があるので、外国人や外国の会社・団体でも開設できる。
無線機
特定無線設備の技術基準適合証明等に関する規則により認証された適合表示無線設備でなければならない。
適合表示無線設備には、当初は技術基準適合証明の文言を含む楕円形のマーク
の、1991年（平成3年）9月から〒を含んだ円形のマーク
の表示が義務付けられる。
1995年（平成7年）4月からのマークは技適マーク
である。
また、技術基準適合証明番号又は工事設計認証番号の表示も要し、パーソナル無線を表す記号はR又はUで番号の1字目

にある。
電波の型式、周波数、最大空中線電力
- F2D - 903.0125MHz 5W
- F3E - 903.0375MHz～904.9875MHzの12.5kHz間隔157波（158チャンネル機）または25kHz間隔79波（80チャンネル機） 5W

周波数割当て廃止後は、80チャンネル機を158チャンネル機への取替えは不可
呼出名称
総合通信局別に以下の10桁の数字から指定され、ROMカートリッジに書き込まれる。
無線機を変更すると新たな呼出名称が指定されるが廃止された局の無線機を使用する場合は、#概要にある通リ過去に指定されていた呼出名称を変更することはできないので、その呼出名称を申請書に記入しなければならない。
- 関東 - 1010000001～1019999999
- 信越 - 1020000001～1029999999
- 東海 - 1030000001～1039999999
- 北陸 - 1040000001～1049999999
- 近畿 - 1050000001～1059999999
- 中国 - 1060000001～1069999999
- 四国 - 1070000001～1079999999
- 九州 - 1080000001～1089999999
- 東北 - 1090000001～1099999999
- 北海道 - 1100000001～1109999999
- 沖縄 - 1110000001～1119999999

種別コード
PA（CRではない）
有効期限
免許の日により異なる。
- 「平成23年8月29日」以前の局は免許の日から10年
- 「平成23年8月30日」以後「平成23年12月13日」までの局は免許の日から5年
- 「平成23年12月14日」以後の局は「平成27年11月30日」

有効期限が周波数割当て廃止以後となる局はその期限まで使用可能
免許申請手数料

新規開設:3,550円（2,550円）

再免許:1,950円（1,500円）
- （ ）内は電子申請の場合

周波数割当て廃止後の新規開設・再免許は不可

## 運用
注　この項の内容はパーソナル無線を廃止する総務省令・告示の施行直前のもの
無線機には、「群番号」と呼ばれる5桁数字（158チャンネル機はP・H・L・E・A・Bの6種類の1英字の特定群番号も設定可）の設定を要し、同じ群番号の局の間でのみ通信が可能になる。
不特定の局に対する呼出しに相当する群番号は00000である。
通話用チャンネルは自動的に設定され、特定の周波数を占有できない。
無資格者が運用するため数々の法規制の緩和事項や制限事項がある。
緩和事項
- 備え付ける書類は免許状のみで、時計、無線業務日誌は省略可能[22]
- 呼出名称が自動的に送信される為、呼出しや応答する場合に呼出名称を音声で送信する必要が無いなど、無線局運用規則に規定される運用方法が一部適用除外[23]される。

この事項は他の簡易無線とも共通するもの
制限事項
- 無線機の筐体は容易に開けられないこととされ、改造をしてはならず利用者は保守・修理も不可[24]
- アンテナは絶対利得7.14dB以下でかつ無指向性でなければならない[24]。
- 使用するチャンネルを任意に設定できない[24]。
  - チヤネルコードが次のように規定されている[21]が、周波数そのものを含め無線機に表示してはならない[24]。
    - 903.0125MHzをチヤネルコード1
    - 903.0375MHzから904.9875MHzの25kHz間隔をチヤネルコード2～80
    - 903.0500MHzから904.9500MHzの25kHz間隔をチヤネルコード81～158

拗音の表記は原文ママ
- 1回の送信時間が最大5分に制限される[21]。
  - 1回の送信時間が5分を超えないとしているのは、無線局運用規則第128条の2の規定を自動的に設定するものである。
- 送信の最初と最後には呼出名称を含む制御信号が自動的に送信される[21]。

などである。

## 歴史

### 概説
1970年代から急速に増加し社会問題化してきた大出力、多チャンネルの不法市民ラジオ（不法CB）を排除するため、1983年（昭和58年）1月から電波法の罰則の対象が免許を受けないで無線局を「運用した者」から「開設した者」に拡大された
が、
一方で不法CBの増加は、モータリゼーションの進展に伴い、車載可能な近距離用無線電話システムに対する大きなニーズが生じていることを示すものであり、このようなニーズに対応するためにパーソナル無線は制度化された。
1982年（昭和57年）12月に制度化、初期にはアマチュア無線機メーカーのほかにも、大手家電メーカーや音響メーカーが参入し多くの機種が発売された。
大手家電メーカー製品の場合、設計や製造は傘下の業務無線機メーカーまたは業務無線機担当部署があたったため、民生品にもかかわらず、内部構成はアマチュア無線機ではなく業務用無線機の流れをくむ、受信感度よりも信頼性を重視したものであった。
一方、製造能力の無い企業がOEMで参入し「社名は異なるが外観・機能が全く同じ」という機種もあった。
無線機やアンテナのメーカーは日本電子機械工業会（現 電子情報技術産業協会）傘下に任意団体パーソナル無線普及促進協議会（略称はPRPC）を設立し、自主規制としてアンテナの頂部を橙色にし「オレンジトップ」と称していた。
アンテナは、技術基準の範囲内で最大利得を得られる1m強のものから当時普及し始めた自動車電話用を模した十数cmのものまであった。
無資格者が申請するだけで免許され、業務以外に趣味・レジャー用としても使用でき、通話料金もかからない車載用無線機は他に無く、自家用車を使用する青年層を中心にブームとなり、1983年（昭和58年）には日経ヒット商品番付の東の小結になった。
局数の推移にある1984年3月末（昭和58年度末）の534,665局はアマチュア局の574,581局に迫るもので、翌1985年3月末（昭和59年度末）に983,297局と596,593局のアマチュア局を追い抜いた。
自動車雑誌やラジオ雑誌は特集記事を組んだり増刊号を発行し、『CQパーソナル無線』（CQ出版、1983年～1990年）や『Five-O』（電波実験社（現 電波社）、1984年～1987年）と専門誌も発行された。
これらの雑誌は、それまで無線機を利用したことがなかった人達に、群番号の設定など既存の無線機より複雑な取扱い方法や呼出符号（コールサイン）の作り方
を解説するものでもあった。
不法CBから移行してきたトラックなどに取り付けられることも多く、マイクのことを「キャリア」、交信のことを「スカイ線」と呼ぶなどの不法CB独特の用語、口調に困惑する人もあったという。
1986年（昭和61年）には、チャンネル数が80から158に倍増し、PRPC自主規格による特定群番号が設定されるなど利便性が高められた。
1987年（昭和62年）には、原則として5年である免許の有効期間が10年に延長

された。
同年にはまた、電波システム開発センター（略称はRCR、現 電波産業会）が、標準規格「RCR STD-11　900MHz帯簡易無線局の無線設備（パーソナル無線）」を策定した。
しかし、高度な通信性能の割りにチャンネル数が少なく都市部で混信が頻発した事、不法局グループが違法改造機で特定チャンネルを独占し、グループ以外の局を排除・妨害した事などの結果、自由な利用が困難となっていった。
また、アマチュア無線機と比較すると高価で、無線機やアンテナに厳しい制限事項（#運用を参照）があり使用上の工夫がやりにくかった。
さらに、ハンディ機の不振（少数の機種があったが、アマチュア無線機と比較して大形の筐体と重量、大消費電力のために、操作性が劣っていた。これは900MHz帯という当時としては高い周波数を利用することによる。）や、1992年（平成4年）から順次免許の有効期限が到来した事、1993年（平成5年）より電波利用料が徴収されるようになった事など様々な理由により、同年から局数は減少に転じた。
無線機の売れ行きも減少し1990年代に入る頃には、ほとんどのメーカーが市場から撤退した。
その後、違法競走型暴走族などが連絡用に中古機を買って運用する例もあったものの急激な減少に歯止めはかからなかった。
21世紀に入ると携帯電話の急速な普及に伴い周波数の割当て変更が提起され、2012年（平成24年）から周波数帯を共用、2015年（平成27年）11月末に周波数の割当てが廃止、2018年（平成30年）12月末に制度上も廃止された。
但し、周波数の割当期限決定以前の免許については、その有効期限まで有効とされたが、これも2021年（令和3年）12月に全ての局の有効期限が到来し消滅した。

### 不法パーソナル無線
不法無線局も参照
登場の一年ほど後から、利用者には分からないはずのチャンネルを表示する「チャンネル表示」、任意のチャンネルを指定できる「チャンネル固定」、ROM無しで送信できる「ROM無し送信」、送受信周波数範囲を拡大しパーソナル無線周波数帯を逸脱する「多チャンネル化」など、俗に「スペシャル機」などと呼ばれる不法改造機による、特定チャンネルの占有やパーソナル無線周波数帯の上下で運用する各種の業務無線に妨害を与えるオフバンド運用、また出力の増幅器（パワー（ブースター）アンプ）を接続し、不法CB無線と同様に幹線道路沿線のテレビ、ラジオ、有線放送をはじめ、店舗の自動ドアの開閉に影響を与えるなどの不法な運用が問題となっていった。
パーソナル無線機の改造には、ソフトウエアのソースコード、メモリマップ、コントロール仕様などの情報やICEなどの開発システムが必須である。
初期の機種は一般的なEPROMが使われていた為、改変したデータをROMに書き込んで挿し換えるだけ、もしくは簡単な変更で改造が出来た。
後に改造対策として使われるようになった一般には手に入りにくい表面実装ROM内蔵CPUも、改変したデータが書き込まれたCPUと交換して改造されていた。合成樹脂などで固められた基板は樹脂を溶かしたり、基板ごと交換する荒技も存在した。
出力を増大するパワーアンプはUHF帯ゆえに比較的高い技術が必要であった。
当時のトランジスタでは単品では50W程度が限度だったため、これを超える出力の物は複数のアンプの出力を合成して100～200Wの出力を得ており、200W以上の物はほとんどなかったようである。
昭和60年版通信白書（現 情報通信白書）には「ハイパワーの不法コードレス電話，不法改造パーソナル無線，37MHz帯不法無線局，不法ミニFM局，不法ミニTV局等，新しい形態の不法無線局が出現してきており」とあり、この頃には問題を認識していたことがわかる。
1992年（平成4年）より、不法パーソナル無線に警告するため、電監規正局が免許されている。
種別は特別業務の局、免許人は総務省、通信の相手方は「本無線局の発射する周波数の電波が受信可能な受信設備」、空中線電力は25Wで、可搬型の無線機にボイスレコーダーが接続され録音された内容を一方的に送信する同報通信

を行う。
電監規正局の操作は、第三級陸上特殊無線技士以上の無線従事者またはその監督下でなければ行うことは出来ない。
1994年（平成6年）に不法無線局の内、不法開設の多い周波数帯のものは特定不法開設局と、これに用いられる無線機は指定無線設備と規定され、これらの無線機の小売業者は指定無線設備小売業者として「免許を申請する必要があり、免許が無いのに使用した場合は刑事罰に処せられる。」ことを呈示しなければならないことが義務付けられた。
この規定に違反した業者に対し必要な措置を講ずべきことを指示することができる、つまり行政指導の対象となるとされた。
- 不法市民ラジオ用と不法パーソナル無線用の無線機が指定無線設備とされた。[36]

社会問題化した不法パーソナル無線は、不法市民ラジオと不法アマチュア無線とあわせて「不法三悪」と呼ばれるようになった。
- 「不法三悪」の語がインターネットアーカイブで確認できる最古のものは、1997年（平成9年）の北海道電気通信監理局の広報資料[37]にある。

2013年（平成25年）の平成25年度版情報通信白書に「不法三悪」の語が登場したが「かつての『不法三悪』による混信・妨害が減少している一方、輸入無線機による混信が増えている」と分析している。
制度廃止により無線機が生産されなくなるに伴い流通する台数も減少して淘汰されたということである。
不法市民ラジオもアメリカ向けの無線機が国内で生産されなくなり、同様に減少している。
2023年（令和5年）には「制度終了により免許取得が不可とされたので販売時に『免許申請が必要である』ことの説明は不要」として指定無線設備から除外された。

### 廃止
2005年（平成17年）12月にスプリアス発射等の強度の許容値に関する技術基準が改正され、経過措置として旧基準の無線設備の使用は「平成34年11月30日」まで、旧基準の無線設備による免許申請や変更申請が可能な期間は「平成19年11月30日」

（後に「平成29年11月30日」
に延長）までとされた。
施行と同時に「RCR STD-11」も改定されたが、すでに全部の無線機メーカーが市場から撤退し、新基準による無線機を開発・製造するメーカーも無くなっていた。
2006年（平成18年）には、パーソナル無線廃止が検討されていることが公表され、廃止への方向付けがなされた。
パーソナル無線を代替する無線システムも検討され、
2008年（平成20年）に、400MHz帯簡易無線デジタル化の為、告示周波数割当計画が改正

され、その一環として351MHz帯に計35チャンネルが割り当てられ、登録局制度の導入による無線機のレンタル、レジャー目的や上空での使用、不特定の相手との交信が認められ、2009年（平成21年）から登録が開始された。
2011年（平成23年）には、局数の減少及び周波数逼迫により2012年（平成24年）から携帯電話にこの周波数帯を割り当てる予定であることから、廃止の前倒しが提起され、8月31日に免許の有効期間が5年に戻り
、
12月14日にはパーソナル無線への周波数割当てが「平成27年11月30日」まで

とされ、以後交付される免許の有効期限も同日となった。
周波数割当期限まで
割当期限の決定に伴い、パーソナル無線が特定周波数終了業務の対象となった。
これは、周波数割当変更の公示日以前、つまり割当期限決定以前に免許された無線局に対し、廃止することを条件に特定周波数終了対策機関が給付金を交付するものである。
2012年（平成24年）2月には登録周波数終了対策機関に協和エクシオが指定

され、給付要領が認可

された。
給付金額は、電波利用料を原資に特定周波数変更対策業務及び特定周波数終了対策業務に関する規則に基づく告示

に規定された額で次のように計算
される。
| 撤去する無線設備の残存価値＋（撤去費用及び新規設備の取得費用）にかかる金利 ＝残存簿価＋（撤去費用＋（取得価格－残存簿価））×年利 - 撤去費用は、15,000円 - 残存簿価は、割当期限の満了日（平成27年11月30日）における価額（定額法による、取得後10年経過していれば1円） - 年利は、0.95％ - 期間は、割当期限の満了日から、周波数割当計画の変更の公示日から基準期間（5年）を経過した日（平成28年12月14日）まで |
| 計算例：取得額の証明ができない場合、10年以上前に無線機とアンテナを計56,000円で取得したとみなされ、交付金額は677円となる。 |

また、免許の有効期間が5年以内のものは、廃止と同時に音声通信用簡易無線免許局への変更もできる

とされた。対象となるのは事実上、「平成23年8月31日」以降に複数局を新規開設・再免許した法人・団体（個人事業者を含む。）に限定

される。
一方、この周波数帯を利用する事業者はソフトバンクモバイル（現 ソフトバンク）に決定
し、7月25日からプラチナバンドという名称で携帯電話サービスを開始

した。
これにより、パーソナル無線に混信が起きることが不可避となり、免許状には「電気通信設備からの混信を許容しなければならない」と附款されることとなった。
ただ、携帯電話はデジタル変調なのでアナログ変調のパーソナル無線と相互に傍受されることはない。
同時に改造機や免許の有効期限切れの無線機の使用は、電波法第110条第1号の不法開設の「1年以下の懲役又は100万円以下の罰金」の罪に問われることはもちろんであるが、携帯電話通信を妨害することは同法第108条の2第1項の重要無線通信妨害として「5年以下の懲役又は250万円以下の罰金」の罪としてより重く罰せられることがある
。
同条第2項により未遂でも罰則の対象である。
2015年（平成27年）8月28日には「12月以後に新規開設・再免許はできないが免許の有効期限が「平成27年12月1日」以降の既設局はその期限まで利用できる。但しチャンネル数を増やす変更はできない」と発表された。
電波法では、免許を有効期限前に取り消すことは第6章監督によるが、パーソナル無線については、第75条により免許人が欠格事項に該当する場合か、第76条第4項により電波法令に反した運用をした場合のみしかないので、これ以外に免許を取り消すには電波法改正を要するからである。
なお、9月5日の時点で免許の有効期間を5年とする電波法改正後も有効期間を10年として発給されたものがあり、最長で「平成34年1月9日」までのものが3局あることが確認されているが、総合通信局での事務処理の誤りと思われる。
10月30日に給付金交付の受付けは終了して、11月30日の割当期限を迎え「平成23年12月14日」以降に免許された局が一斉に廃止された。
この日現在の局数は7,755局であった。
周波数割当期限後
12月1日以後は既設局のみが免許の有効期限までは利用でき、亡失や住所変更などによる免許状の再交付もできる。
無線機を変更することはできるが80チャンネル機を158チャンネル機に変更することはできない。
割当期限直後の12月5日現在の局数は6,833局で11月30日に有効期限が満了したのは約900局とみられる。
2016年（平成28年）12月12日で割当期限決定の公示から5年を経過し、「平成23年8月31日」から「平成23年12月13日」の間に免許された局、つまり有効期間が5年間として免許された局はこの日までに廃止された。
直後の12月24日現在の局数は3,893局であった。
2017年（平成29年）12月13日には総務省令・告示からパーソナル無線に係る事項を削除し「平成31年1月1日」に施行すると発表された。
2018年（平成30年）10月4日に総務省令・告示の改正

が公布、「平成31年1月1日」施行とされた。
これにより12月31日に電波法令から「パーソナル無線」という文言は削除された。
この日現在の局数は986局であった。
規定廃止後
2019年（平成31年）1月以降も既設局が免許の有効期限まで利用できることは変わらず、既存の無線機についても無線設備の技術基準および技術基準適合証明の効力ならびに表示は有効である。
これにより、通信方法の特例を規定する告示にある「設備規則第54条（中略）第4号に規定する技術基準に係る簡易無線局」はパーソナル無線のことであるが、上記の経過措置により有効とされる。
また、指定無線設備を規定する電波法施行規則第51条の2の2第4号には「889MHzを超え911MHz未満の周波数の電波を送信に使用する無線電話の無線設備であつて、基地局又は陸上移動中継局に使用される無線設備が送信する電波を受信することにより送信が制御される無線設備以外のもの」があり、改造機を含めたパーソナル無線機を指すもので、指定無線設備であることはかわらない。
促音の表記は原文ママ
一方、政令電波法関係手数料令第1条第4項には「無線電話の送信機で903MHzから905MHzまでの周波数の電波を使用するもの」があり、これもパーソナル無線機を指すものであるが周波数割当計画から削除された時点で免許申請が不可とされたので、実質的に無効な規定である。
2021年（令和3年）8月29日で免許の有効期間を10年から5年に戻す電波法改正

から10年を経過し、この日までに全ての局が廃止されたはずであるが、8月末日では6局が免許

され、有効期限が最長のものは「令和3年12月19日」まで

であった。
10月末日では2局が免許

されていた。
そして12月20日に免許局数は0となり消滅した。
情報通信振興会もROMカートリッジ書込み業務を終了した。
2023年（令和5年）には、パーソナル無線機が指定無線設備から除外された。
2025年（令和7年）には、「パーソナル無線廃止後の経過措置の時間も十分取れた」として「RCR STD-11」が廃止された。

### 年表
| 年                | 月   | できごと |
| ----------------- | ---- | --- |
| 1982年 (昭和57年) | 12月 | 1日に関係政令、郵政省令、告示が施行され、パーソナル無線が制度化 - 定義は「900MHz帯の周波数の電波を使用し、かつ、法第38条の2第1項に規定する技術基準適合証明を受けた無線設備のみを使用する簡易無線局」 - 免許申請の手数料について空中線電力が1Wを超えるものも1W以下の無線機とみなされた。 - 無線局免許証票は発給されない。                                                                       |
| 1982年 (昭和57年) | 12月 | 無線設備検査検定協会（現 テレコムエンジニアリングセンター）が、パーソナル無線の無線設備に対する技術基準適合証明の業務を開始 |
| 1982年 (昭和57年) | 12月 | 関東電波監理局（現 関東総合通信局）が東京芝浦電気（現 東芝）にパーソナル無線の第一号及び第二号免許を交付 |
| 1983年 (昭和58年) | 1月  | 不法無線局の罰則の対象が免許を受けないで無線局を「運用した者」から「開設した者」に |
| 1983年 (昭和58年) | 1月  | 電波振興会が開局申請代行業務を開始 |
| 1983年 (昭和58年) | 3月  | パーソナル無線普及促進協議会設立 |
| 1984年 (昭和59年) | 9月  | 所定の条件を満たす外国籍の者への免許が認められることに |
| 1985年 (昭和60年) | 1月  | 移動範囲が「陸上」から「全国」に変更 |
| 1985年 (昭和60年) | 7月  | 無線機内のプログラムを記憶するメモリは書換不可能であってプロセッサと一体構造とすることと技術基準改正 |
| 1986年 (昭和61年) | 1月  | チャンネル数が80から158に増加、切断信号による待機状態への復帰など制御機能が変更 PRPCが特定群番号（P、H、L、E、A、Bの6種。交通情報、高速道路情報、小出力による近距離通信、緊急通信などの用途を想定していた。）を制定 |
| 1987年 (昭和62年) | 6月  | 免許の有効期間が5年から10年に延長、従前の免許状の表記は読み替えるものとされ訂正不要 |
| 1987年 (昭和62年) | 11月 | RCRが標準規格「RCR STD-11 900MHz帯簡易無線局の無線設備（パーソナル無線）」を策定 |
| 1993年 (平成5年)  | 4月  | 電波利用料制度化、料額の変遷は下表参照 |
| 1993年 (平成5年)  | 10月 | 技術基準改正により、158チャンネル以外の周波数の電波が発射できないことに |
| 1994年 (平成6年)  | 4月  | 全面的に外国籍の者への免許が認められ、また特定不法開設局と指定無線設備が規定 - 指定無線設備の一つとして、パーソナル無線機が規定 |
| 1996年 (平成8年)  | 4月  | 免許状の様式が変更 |
| 2000年 (平成12年) | 12月 | 最後の技術基準適合証明 |
| 2003年 (平成15年) | 3月  | 免許と再免許の電子申請が可能に |
| 2004年 (平成16年) | 1月  | 定義変更 - 以後、規定廃止時まで変わらず |
| 2005年 (平成17年) | 10月 | 「周波数再編アクションプラン（改定版）」において「廃止した場合の影響を平成19年度電波の利用状況調査開始前までに検討する」とされた。 |
| 2005年 (平成17年) | 11月 | 技術基準改正を控え「RCR STD-11」のスプリアス発射等の定義、許容値、経過措置、測定法等が改定 |
| 2005年 (平成17年) | 12月 | 技術基準改正 - 旧技術基準の無線設備の使用は平成34年11月30日まで、新規開局や変更の期限は平成19年11月30日までとされた。 |
| 2006年 (平成18年) | 6月  | 「周波数再編アクションプランの進捗状況」において「無線機器の製造中止及び無線局数の大幅な減少等を勘案し、廃止の方向で検討し、廃止時期等について引き続き検討」とされた。 |
| 2006年 (平成18年) | 10月 | 「周波数再編アクションプラン（平成18年10月改定版）」において「廃止時期等を平成20年度を目途に結論」と、「半期毎の局数を総務省ホームページに掲載する」ともされた。 |
| 2007年 (平成19年) | 6月  | 「周波数再編アクションプラン（平成18年10月改定版）の進捗状況」において「無線機器の製造中止及び無線局数の大幅な減少等を勘案し、廃止の方向で検討し、廃止時期等について引き続き検討」とされた。 |
| 2007年 (平成19年) | 8月  | 再免許の手続が簡略化 |
| 2007年 (平成19年) | 9月  | 旧技術基準に基づく無線設備による新規開局や変更の期限が平成29年11月30日まで延長 |
| 2007年 (平成19年) | 11月 | 「周波数再編アクションプラン（平成19年11月改定版）」において「パーソナル無線廃止を検討」とされた。 |
| 2008年 (平成20年) | 4月  | 電子申請による免許申請と再免許申請の手数料が値下げ |
| 2008年 (平成20年) | 4月  | 「周波数再編アクションプラン（平成19年11月改定版）の進捗状況」において 「平成19年度電波の利用状況調査において地域毎の無線局数について調査した」とされた。 |
| 2008年 (平成20年) | 6月  | 「平成19年度電波の利用状況調査の調査結果及び評価結果」において「無線従事者が不要なシステムを確保することを前提に現行の技術基準の適用期限である平成34年11月30日に廃止することが適当」と評価された。 |
| 2008年 (平成20年) | 11月 | 「周波数再編アクションプラン（平成20年11月改定版）」において「400MHz帯簡易無線デジタル化に係る制度整備ができたとして、パーソナル無線を平成34年11月30日までに廃止し他業務に割り当てることとし、廃止時期の前倒しも検討する」とされた。 |
| 2009年 (平成21年) | 7月  | 免許状の掲示場所を規定する告示は廃止、電波法施行規則の規定が適用されることとなった。 |
| 2010年 (平成22年) | 2月  | 「周波数再編アクションプラン（平成22年2月改定版）」において「平成34年11月30日を期限として廃止することとし、廃止時期の前倒しも検討する」とされた。 |
| 2010年 (平成22年) | 12月 | 電気通信振興会が開局申請代行業務を終了 |
| 2011年 (平成23年) | 6月  | 総務省電波利用ホームページに「パーソナル無線に関する重要なお知らせ」のページができた。 |
| 2011年 (平成23年) | 7月  | 「平成22年度電波の利用状況調査の調査結果及び評価結果」において「廃止を前倒しして平成27年11月30日とすることが適当」と評価された。 |
| 2011年 (平成23年) | 8月  | 31日から免許の有効期間が10年から5年に回帰 |
| 2011年 (平成23年) | 9月  | 「周波数再編アクションプラン（平成23年9月改定版）」において「最終使用期限を平成27年11月30日とする」とされた。 |
| 2011年 (平成23年) | 12月 | 14日にパーソナル無線への周波数割当てが「平成27年11月30日」までとされ、以後の免許の有効期限も同日となった。 また、特定周波数終了業務の対象となり無線設備の耐用年数や撤去費用などが決定された。 |
| 2012年 (平成24年) | 1月  | 協和エクシオが特定周波数終了対策機関として登録 |
| 2012年 (平成24年) | 2月  | 24日より廃止にかかる給付金の支給申請が開始され、免許の有効期間が5年以内のものが音声通信用の簡易無線局（登録局は含まず。）への変更もできるとされた。 |
| 2012年 (平成24年) | 2月  | パーソナル無線の周波数帯をソフトバンクモバイルに割り当て |
| 2012年 (平成24年) | 7月  | 25日よりソフトバンクモバイルが携帯電話サービスを開始した。「電気通信事業用（携帯無線通信）の陸上移動業務の局からの混信を容認しなければならない」とされたので、これによるパーソナル無線への混信は不可避である。 |
| 2012年 (平成24年) | 10月 | 「周波数再編アクションプラン（平成24年10月改定版）」において「最終使用期限を平成27年11月30日としていることから、引き続き特定周波数終了対策業務を実施する」とされた。 - 「周波数再編アクションプラン（平成24年10月改定版）（案）」に対して提出された意見及び総務省の考え方の中で「パーソナル無線は原則として、免許状に記載の免許の有効期間まで使用できます」と言及された。                      |
| 2013年 (平成25年) | 10月 | 「周波数再編アクションプラン（平成25年10月改定版）」において「最終使用期限を平成27年11月30日としていることから、引き続き特定周波数終了対策業務を実施する」とされた。 |
| 2014年 (平成26年) | 5月  | 「平成25年度電波の利用状況調査の評価について」において「特定周波数終了対策業務の対象となっているパーソナル無線の円滑な終了が求められており、今後の無線局数の推移を注視していく必要がある」と評価された。 |
| 2014年 (平成26年) | 10月 | 「周波数再編アクションプラン（平成26年10月改定版）」において「最終使用期限を平成27年11月30日としていることから、引き続き特定周波数終了対策業務を実施する」とされた。 |
| 2015年 (平成27年) | 8月  | 免許の有効期限が「平成27年12月1日」以降の既設局はその期限まで利用できるとされた。 |
| 2015年 (平成27年) | 10月 | 「周波数再編アクションプラン（平成27年10月改定版）」において「最終使用期限を平成27年11月30日としていることから、引き続き特定周波数終了対策業務を実施する」とされた。 |
| 2015年 (平成27年) | 10月 | 30日に給付金交付の受付けが終了 |
| 2015年 (平成27年) | 11月 | 30日にパーソナル無線への周波数割当てが終了 |
| 2015年 (平成27年) | 12月 | 1日以降は、既設局のみが免許の有効期限まで利用できるがチャンネル数を増やす変更はできないとされた。 |
| 2016年 (平成28年) | 1月  | 31日をもって特定周波数終了事業が終了 |
| 2016年 (平成28年) | 11月 | 「周波数再編アクションプラン（平成28年11月改定版）」において「パーソナル無線の割当期限は平成27年11月30日であったが、割当期限日を決定する前に免許した無線局の有効期限には割当期限を超えた日付も存在し、この免許状に記載された期限は有効であることから、引き続き、運用していない無線局については、速やかに廃止の手続きを行うことを周知広報していく」とされた。                                   |
| 2017年 (平成29年) | 11月 | 「周波数再編アクションプラン（平成29年11月改定版）」において「パーソナル無線の割当期限は平成27年11月30日であり、新たな免許付与は行わないが、割当期限日を決定する前に免許した無線局は、その有効期限を迎えるまでは運用が可能である。引き続き、運用していない無線局については、速やかに廃止の手続きを行っていただくように周知広報を行っていく」とされた。                                         |
| 2017年 (平成29年) | 12月 | 13日の電波監理審議会はパーソナル無線の廃止に係る内容を含む総務省令の整理の諮問に対し適当なものと答申 |
| 2018年 (平成30年) | 3月  | 無線局免許状は常置場所に備え付けるものとされた。 |
| 2018年 (平成30年) | 10月 | 4日にパーソナル無線の廃止に係る内容を含む総務省令・告示が公布され「平成31年1月1日」に施行とされた。 |
| 2018年 (平成30年) | 11月 | 「周波数再編アクションプラン（平成30年11月改定版）」において「パーソナル無線の割当期限は平成27年11月30日であり、新たな免許付与は行わないが、割当期限日を決定する前に免許した無線局は、その有効期限を迎えるまでは運用が可能である。引き続き、運用していない無線局については、速やかに廃止の手続きを行っていただくように周知広報を行っていく」とされた。                                         |
| 2018年 (平成30年) | 12月 | 末日に総務省令・告示からパーソナル無線に関する規定が削除 |
| 2019年 (令和元年) | 9月  | 「周波数再編アクションプラン（令和元年度改定版）」において「パーソナル無線の割当期限は平成27年11月30日であり、新たな免許付与は行わないが、割当期限日を決定する前に免許した無線局は、その有効期限を迎えるまでは運用が可能である。引き続き、運用していない無線局については、速やかに廃止の手続きを行っていただくように周知広報を行っていく」とされた。                                           |
| 2020年 (令和2年)  | 5月  | 「周波数再編アクションプラン（令和2年度改定版）」において「パーソナル無線の割当期限は平成27年11月30日であり、新たな免許付与は行わないが、割当期限日を決定する前に免許した無線局は、その有効期限を迎えるまでは運用が可能である。引き続き、運用していない無線局については、速やかに廃止の手続きを行っていただくように周知広報を行う」とされた。                                                  |
| 2020年 (令和2年)  | 11月 | 「周波数再編アクションプラン（令和2年度第2次改定版）」において「パーソナル無線の周波数割当期限は平成27年11月30日であり、それ以降、新たな無線局への免許付与を行わないが、割当期限日を決定する前に免許した無線局は、その無線局免許の有効期限を迎えるまでは運用が可能である。引き続き、運用していない無線局については、速やかに廃止の手続きを行っていただくように周知広報を行う」とされた。       |
| 2021年 (令和3年)  | 11月 | 「周波数再編アクションプラン（令和3年度版）」において「パーソナル無線の周波数割当期限は平成27年11月30日であり、それ以降、新たな無線局への免許付与を行わないが、割当期限日を決定する前に免許した無線局は、その無線局免許の有効期限を迎えるまでは運用が可能である。引き続き、運用していない無線局については、速やかに廃止の手続きを行っていただくように周知広報を行う」とされた。                |
| 2021年 (令和3年)  | 12月 | 免許局数が0となり消滅 情報通信振興会がROMカートリッジ書込み業務を終了 |
| 2022年 (令和4年)  | 11月 | 「周波数再編アクションプラン（令和4年度版）」において「パーソナル無線の周波数割当期限は平成27年11月30日であり、それ以降、新たな無線局への免許付与を行わないが、割当期限日を決定する前に免許した無線局は、その無線局免許の有効期限を迎えるまでは運用が可能であったところ、令和3年12月をもって全てのパーソナル無線が廃止・失効し、900MHz帯の再編が終了した」と周波数再編の進捗管理が報告された。 |
| 2023年 (令和5年)  | 8月  | 指定無線設備からパーソナル無線機が除外 |
| 2025年 (令和7年)  | 3月  | ARIBが「RCR STD-11」を廃止 |

局数の推移
| 年     | 月     | 局数      | 出典                            | 出典                            |
| ------ | ------ | --------- | ------------------------------- | ------------------------------- |
| 1983年 | 3月末  | 92,638    | 第23表 無線局施設数             | 第23表 無線局施設数             |
| 1984年 | 3月末  | 534,665   | 第24表 無線局施設数             | 第24表 無線局施設数             |
| 1985年 | 3月末  | 983,297   | 資料2-97 利用分野別無線局数     | 資料2-97 利用分野別無線局数     |
| 1986年 | 3月末  | 1,236,629 | 資料3-54 利用分野別無線局数     | 資料3-54 利用分野別無線局数     |
| 1987年 | 3月末  | 1,364,032 | 資料3-61 利用分野別無線局数     | 資料3-61 利用分野別無線局数     |
| 1987年 | 12月末 | 1,425,927 | 資料III-3-56 利用分野別無線局数 | 資料III-3-56 利用分野別無線局数 |
| 1988年 | 12月末 | 1,493,500 | 資料4-2 利用分野別無線局数      | 資料4-2 利用分野別無線局数      |
| 1989年 | 12月末 | 1,552,971 | 資料4-2 利用分野別無線局数      | 資料4-2 利用分野別無線局数      |
| 1990年 | 12月末 | 1,612,276 | 資料1-63 利用分野別無線局数     | 資料1-63 利用分野別無線局数     |
| 1991年 | 12月末 | 1,664,653 | 資料1-3 利用分野別無線局数      | 資料1-3 利用分野別無線局数      |
| 1992年 | 12月末 | 1,708,534 | 資料1-63 利用分野別無線局数     | 資料1-63 利用分野別無線局数     |
| 1993年 | 12月末 | 1,701,663 | 資料1-39 利用分野別無線局数     | 資料1-39 利用分野別無線局数     |
| 1994年 | 3月末  | 933,369   | 資料1-39 利用分野別無線局数     | 資料1-39 利用分野別無線局数     |
| 1995年 | 3月末  | 622,797   | 資料1-39 利用分野別無線局数     | 資料1-39 利用分野別無線局数     |
| 1996年 | 3月末  | 465,446   | 資料1-39 利用分野別無線局数     | 資料1-39 利用分野別無線局数     |
| 1997年 | 3月末  | 381,592   | 資料1-38 利用分野別無線局数     | 資料1-38 利用分野別無線局数     |
| 1998年 | 3月末  | 308,797   | 資料12 利用分野別無線局数       | 資料12 利用分野別無線局数       |
| 1999年 | 3月末  | 250,570   | 資料14 利用分野別無線局数       | 資料14 利用分野別無線局数       |
| 2000年 | 3月末  | 200,816   | 地域・局種別無線局数            | 平成11年度第4四半期末           |
| 2001年 | 3月末  | 155,728   | 地域・局種別無線局数            | 平成12年度第4四半期末           |
| 2002年 | 3月末  | 117,988   | 用途別無線局数                  | H13 用途・業務・免許人・局種別  |
| 2003年 | 3月末  | 88,479    | 用途別無線局数                  | H14 用途・局種別無線局数        |
| 2004年 | 3月末  | 61,100    | 用途別無線局数                  | H15 用途・局種別無線局数        |
| 2005年 | 3月末  | 43,147    | 用途別無線局数                  | H16 用途・局種別無線局数        |
| 2005年 | 10月末 | 36,288    | (4)パーソナル無線の局数推移     | (4)パーソナル無線の局数推移     |
| 2006年 | 3月末  | 32,701    | 用途別無線局数                  | H17 用途・局種別無線局数        |
| 2006年 | 4月    | 32,233    | (4)パーソナル無線の局数推移     | (4)パーソナル無線の局数推移     |
| 2006年 | 11月   | 29,325    | (4)パーソナル無線の局数推移     | (4)パーソナル無線の局数推移     |
| 2007年 | 3月末  | 27,706    | 用途別無線局数                  | H18 用途・局種別無線局数        |
| 2007年 | 4月    | 27,430    | (4)パーソナル無線の局数推移     | (4)パーソナル無線の局数推移     |
| 2007年 | 10月   | 26,425    | (4)パーソナル無線の局数推移     | (4)パーソナル無線の局数推移     |
| 2008年 | 3月末  | 25,504    | 用途別無線局数                  | H19 用途・局種別無線局数        |
| 2008年 | 4月    | 24,998    | (3)パーソナル無線の局数推移     | (3)パーソナル無線の局数推移     |
| 2008年 | 10月   | 24,001    | (オ)パーソナル無線の局数推移    | (オ)パーソナル無線の局数推移    |
| 2009年 | 3月末  | 22,724    | 用途別無線局数                  | H20 用途・局種別無線局数        |
| 2009年 | 4月    | 22,607    | (オ)パーソナル無線の局数推移    | (オ)パーソナル無線の局数推移    |
| 2009年 | 10月   | 21,380    | 4.パーソナル無線の局数推移      | 4.パーソナル無線の局数推移      |
| 2010年 | 3月末  | 20,091    | 用途別無線局数                  | H21 用途・局種別無線局数        |
| 2010年 | 4月    | 20,106    | 4.パーソナル無線の局数推移      | 4.パーソナル無線の局数推移      |
| 2010年 | 10月   | 19,702    | 4.パーソナル無線の局数推移      | 4.パーソナル無線の局数推移      |
| 2011年 | 3月末  | 18,267    | 用途別無線局数                  | H22 用途・局種別無線局数        |
| 2011年 | 4月    | 18,271    | 4.パーソナル無線の局数推移      | 4.パーソナル無線の局数推移      |
| 2011年 | 10月   | 17,569    | 4.パーソナル無線の局数推移      | 4.パーソナル無線の局数推移      |
| 2012年 | 3月末  | 16,551    | 用途別無線局数                  | H23 用途・局種別無線局数        |
| 2012年 | 4月    | 16,489    | 1.パーソナル無線の局数推移      | 1.パーソナル無線の局数推移      |
| 2012年 | 10月   | 15,558    | 1.パーソナル無線の局数推移      | 1.パーソナル無線の局数推移      |
| 2013年 | 3月末  | 14,580    | 用途別無線局数                  | H24 用途・局種別無線局数        |
| 2013年 | 4月    | 14,618    | 1.パーソナル無線の局数推移      | 1.パーソナル無線の局数推移      |
| 2013年 | 10月   | 13,366    | 1.パーソナル無線の局数推移      | 1.パーソナル無線の局数推移      |
| 2014年 | 3月末  | 12,111    | 用途別無線局数                  | H25 用途・局種別無線局数        |
| 2014年 | 4月    | 11,995    | 1.パーソナル無線の局数推移      | 1.パーソナル無線の局数推移      |
| 2014年 | 10月   | 10,541    | 1.パーソナル無線の局数推移      | 1.パーソナル無線の局数推移      |
| 2015年 | 3月末  | 9,704     | 用途別無線局数                  | H26 用途・局種別無線局数        |
| 2015年 | 4月    | 9,457     | 1.パーソナル無線の局数推移      | 1.パーソナル無線の局数推移      |
| 2016年 | 3月末  | 5,985     | 用途別無線局数                  | H27 用途・局種別無線局数        |
| 2017年 | 3月末  | 3,334     | 用途別無線局数                  | H28 用途・局種別無線局数        |
| 2018年 | 3月末  | 1,485     | 用途別無線局数                  | H29 用途・局種別無線局数        |
| 2019年 | 3月末  | 843       | 用途別無線局数                  | H30 用途・局種別無線局数        |
| 2020年 | 3月末  | 413       | 用途別無線局数                  | R01 用途・局種別無線局数        |
| 2021年 | 3月末  | 121       | 用途別無線局数                  | R02 用途・局種別無線局数        |

電波利用料額
電波法別表第6第1項の「移動する無線局」が適用される。
| 年月                   | 料額  |
| ---------------------- | ----- |
| 1993年（平成5年）4月   | 600円 |
| 1997年（平成9年）10月  | 600円 |
| 2006年（平成18年）4月  | 600円 |
| 2008年（平成20年）10月 | 400円 |
| 2011年（平成23年）10月 | 500円 |
| 2014年（平成26年）10月 | 600円 |
| 2017年（平成29年）10月 | 600円 |
| 2019年（令和元年）10月 | 400円 |

給付金の交付件数
| 年度       | 件数 | 出典                                       |
| ---------- | ---- | ------------------------------------------ |
| 平成24年度 | 72   | 6 電波再配分対策（特定周波数終了対策業務） |
| 平成25年度 | 249  | 6 電波再配分対策（特定周波数終了対策業務） |
| 平成26年度 | 53   | 6 電波再配分対策（特定周波数終了対策業務） |
| 平成27年度 | 175  | 6 特定周波数終了対策業務                   |

不法パーソナル無線の措置局数
| 年度                                                                   | 局数  | 出典                          |
| ---------------------------------------------------------------------- | ----- | ----------------------------- |
| 昭和60年度                                                             | 80    | 資料5-15 不法無線局の措置状況 |
| 昭和61年度                                                             | 447   | 資料5-18 不法無線局の措置状況 |
| 昭和62年度                                                             | 301   | 資料6-19 不法無線局の措置状況 |
| 昭和63年度                                                             | 216   | 資料6-18 不法無線局の措置状況 |
| 平成元年度                                                             | 257   | 資料6-18 不法無線局の措置状況 |
| 平成2年度                                                              | 187   | 資料6-18 不法無線局の措置状況 |
| 平成3年度                                                              | 310   | 資料6-18 不法無線局の措置状況 |
| 平成4年度                                                              | 615   | 資料1-67 不法無線局の措置状況 |
| 平成5年度                                                              | 354   | 資料1-42 不法無線局の措置状況 |
| 平成6年度                                                              | 587   | 資料1-42 不法無線局の措置状況 |
| 平成7年度                                                              | 3,019 | 資料1-42 不法無線局の措置状況 |
| 平成8年度以降は通信白書に掲載が無いので不法無線局#出現・措置状況を参照 |       |                               |

## メーカー
無線機メーカー
- アイコム
- アイトロン
- アルインコ
- アルパイン
- 京セラ
- クラリオン（現 フォルシアクラリオン・エレクトロニクス）
- ケンウッド
- 国際電気（現 日立国際電気）
- 山水電気
- 三洋電機
- 信和通信機
  - シャープ（信和通信機のOEM）
- ソニー
- 東亞通信工業（現 TOA）
- 東芝
- 日本電気
- 日本電装（現 デンソー）
- 日本マランツ（現 八重洲無線）
- 日本無線（JRC）
  - 矢崎総業（日本無線のOEM）
- パイオニア
- 日立製作所
- 日立電子（現 日立国際電気）
- 富士通テン（現 デンソーテン）
- マグナム販売（協立マグナム）
- 松下通信工業（現 パナソニック モバイルコミュニケーションズ）
  - 日本ビクター（松下通信工業のOEM）
- マルハマ
- 三菱電機 - 「Whisper Knot」と称するハンディ機を作っていた。
  - ゼネラル（現 富士通ゼネラル、三菱電機のOEM）
- 八重洲無線
- 矢崎総業
- ユピテル
- ユニデン（現 ユニデンホールディングス）

アンテナメーカー
- アンテン（現 NECネットワークプロダクツ）
- コメット
- サガ電子工業
- サンアンテナ
- 第一電波工業
- 電気興業
- 日本アンテナ
- マスプロ電工

## パーソナル無線が登場する作品
- メイン・テーマ - クラリオンとのタイアップで無線機を使用するシーンがCMに使用された。
- 男はつらいよ 夜霧にむせぶ寅次郎 - ラスト近くで熊を追いかける猟友会の車に無線機がついている。
- 首都高速トライアル - 走り屋が無線機を車載して連絡に使う他、彼らを相手に実況放送するDJも登場する。

## その他
不法CBが流行した時代に山梨県のNASA通信は「NASAパーソナル無線」と称した37MHz帯のAM無線機を製造販売していたが、これは本項目とは関係ない。
同機を送信できる状態で所持しているだけで電波法違反に問われる。
NASA通信は「小電力なので違法ではない、緊急時には同一周波数を使用している自衛隊に協力出来る」と強弁していたが各地での裁判ではすべて敗訴している。